# Corieltauvi

Localisation approximative du territoire des Corieltauvi.

Les Corieltauvi (aussi appelés les Coritani) étaient un important peuple breton de la protohistoire, vivant en Bretagne insulaire avant la conquête romaine. Ils constituèrent, par la suite un civitas de Bretagne romaine. 

## Protohistoire
L’ethnonyme Corieltauvi est confirmé par la découverte d’une inscription en 1965. Ils furent l’un des premiers peuples de l’île de Bretagne à utiliser et frapper la monnaie, mais les pièces retrouvées furent longtemps attribuées à leurs voisins les puissants Brigantes. En 2000, 5 000 pièces d’or et d’argent furent découvertes près de la commune d’Hallaton, dans le Leicestershire (Trésor d'Hallaton).
Leur territoire était dans ce qui est maintenant les East Midlands, dans les comtés de Lincolnshire, Leicestershire, Nottinghamshire, Derbyshire et Northamptonshire. Leur capitale était appelé Ratae Corieltauvorum, connue aujourd'hui sous le nom de Leicester.
Ils avaient pour voisins les Brigantes au nord, les Catuvellauni et les Icéniens au sud.
Les Corieltauvi ne sont pas mentionnés dans les Commentaires sur la Guerre des Gaules de Jules César, et ne semblent pas avoir offert une grande résistance à la conquête romaine.